# María del Pilar León-Castro Alonso
María del Pilar León-Castro Alonso (Sevilla, 13 de setembre de 1946) és una arqueòloga i historiadora espanyola, acadèmica de la Reial Acadèmia de la Història.

## Biografia
El 1969 es llicencià en filosofia i lletres per la Universitat de Sevilla amb premi extraordinari, i el 1974 s'hi va doctorar amb la màxima qualificació. Deixeble d'Antonio Blanco Freijeiro, va ampliar estudis a Bonn mitjançant una beca de la Fundació Alexander von Humboldt. També va estar dos anys investigant a l'Institut d'Arqueologia Rodrigo Caro del Consell Superior d'Investigacions Científiques (CSIC).
Ha treballat com a professora a la Universitat Complutense de Madrid, a la Universitat de Santiago de Compostel·la, a la Universitat de Còrdova i a la Universitat Pablo de Olavide. Actualment és catedràtica d'arqueologia a la Universitat de Sevilla.
És membre de l'Institut Arqueològic Alemany i acadèmica de nombre de la Real Academia de Bellas Artes de Santa Isabel de Hungría. Ha investigat la Corduba romana i ha fundat la revista Romula sobre arqueologia de restes romanes a la península Ibèrica. El dia 19 maig 2013 va ingressar a la Reial Acadèmia de la Història.

## Obres
- Traianeum de Itálica, Sevilla, Monte de Piedad y Caja de Ahorros de Sevilla, 1988
- Esculturas de Itálica, Sevilla, Junta de Andalucía, 1995
- Colonia Patricia Corduba. Una reflexión arqueológica, Sevilla, Imprenta de San Pablo, 1996
- Italica MMCC, Actas de las Jornadas del 2200 Aniversario de la Fundacion de Italica, Sevilla, Consejería de Cultura, 1997
- La sculpture des Ibéres, Paris, 1999